# Anna Seghers
Pour les articles homonymes, voir Seghers.
Anna Seghers, pseudonyme de Netty Radványi, née Reiling le 19 novembre 1900 à Mayence et morte le 1er juin 1983 à Berlin-Est, est une femme de lettres allemande.

## Biographie
Netty Reiling naît en 1900 à Mayence dans une famille juive de la grande bourgeoisie. Elle est l'unique enfant du marchand d'art Isidor Reiling et de sa femme Hedwig (née Fuld).
Elle fréquente d'abord une école privée, puis le lycée de jeunes filles jusqu'à l'Abitur qu'elle obtient en 1920. Elle étudie ensuite à Cologne et Heidelberg l'Histoire, l'Histoire de l'art et la sinologie. En 1924, elle obtient son doctorat à l'université de Heidelberg avec une thèse sur « Juifs et judéité dans l'œuvre de Rembrandt ».
En 1925, elle épouse le sociologue hongrois László Radványi. Le couple déménage à Berlin, où naît en 1926 leur fils, Pierre, futur physicien élève de Joliot-Curie et père du géographe français Jean Radvanyi, spécialiste de la Russie. Une de ses premières publications, le récit Grubetsch, paraît en 1927 sous le pseudonyme de Seghers (sans prénom) , et les critiques pensent que l'auteur est un homme. Elle a choisi son pseudonyme par admiration pour les œuvres du peintre et graveur néerlandais Hercules Seghers, qui fut un inspirateur de Rembrandt, sujet de sa thèse. Dans une lettre à Georg Lukács en 1938, elle s'identifie, semble-t-il, à Seghers.
En 1928 naît leur fille, Ruth. Cette même année paraît aussi son premier livre, sous le pseudonyme d'Anna Seghers, L'Insurrection des pêcheurs de St-Barbara (Aufstand der Fischer von St. Barbara). Sur proposition de Hans Henny Jahnn, ce premier roman est couronné par le prix Kleist (il est porté à l'écran, en 1934, par le dramaturge Erwin Piscator dans un film intitulé Vosstaniye rybakov). Toujours en 1928, elle rejoint le Parti communiste d'Allemagne (KPD) et, l'année suivante, elle est membre fondatrice de l’Union des écrivains prolétaires révolutionnaires. En 1930 elle voyage pour la première fois en Union soviétique. Après la prise de pouvoir par les nazis, Anna Seghers est arrêtée par la Gestapo, puis relâchée ; ses livres sont interdits en Allemagne et brûlés. Peu après elle fuit en Suisse et de là rejoint Paris.
En exil elle collabore aux journaux d'émigrés allemands ; elle fait partie entre autres de la rédaction des Neue Deutsche Blätter. En 1935, elle est une des fondatrices de l'Union de défense des écrivains allemands à Paris. Après le commencement de la Seconde Guerre mondiale et l'entrée des troupes allemandes dans Paris, son mari est interné dans le sud de la France au camp du Vernet. Anna Seghers réussit à fuir avec ses deux enfants du Paris occupé vers la zone sud administrée par Pétain. À Marseille, elle se préoccupe de la libération de son mari et des possibilités de fuir à l'étranger. Cette époque forme la trame du roman Transit (paru en 1944 et porté à l'écran en 1991 par René Allio, puis en 2018 par Christian Petzold).

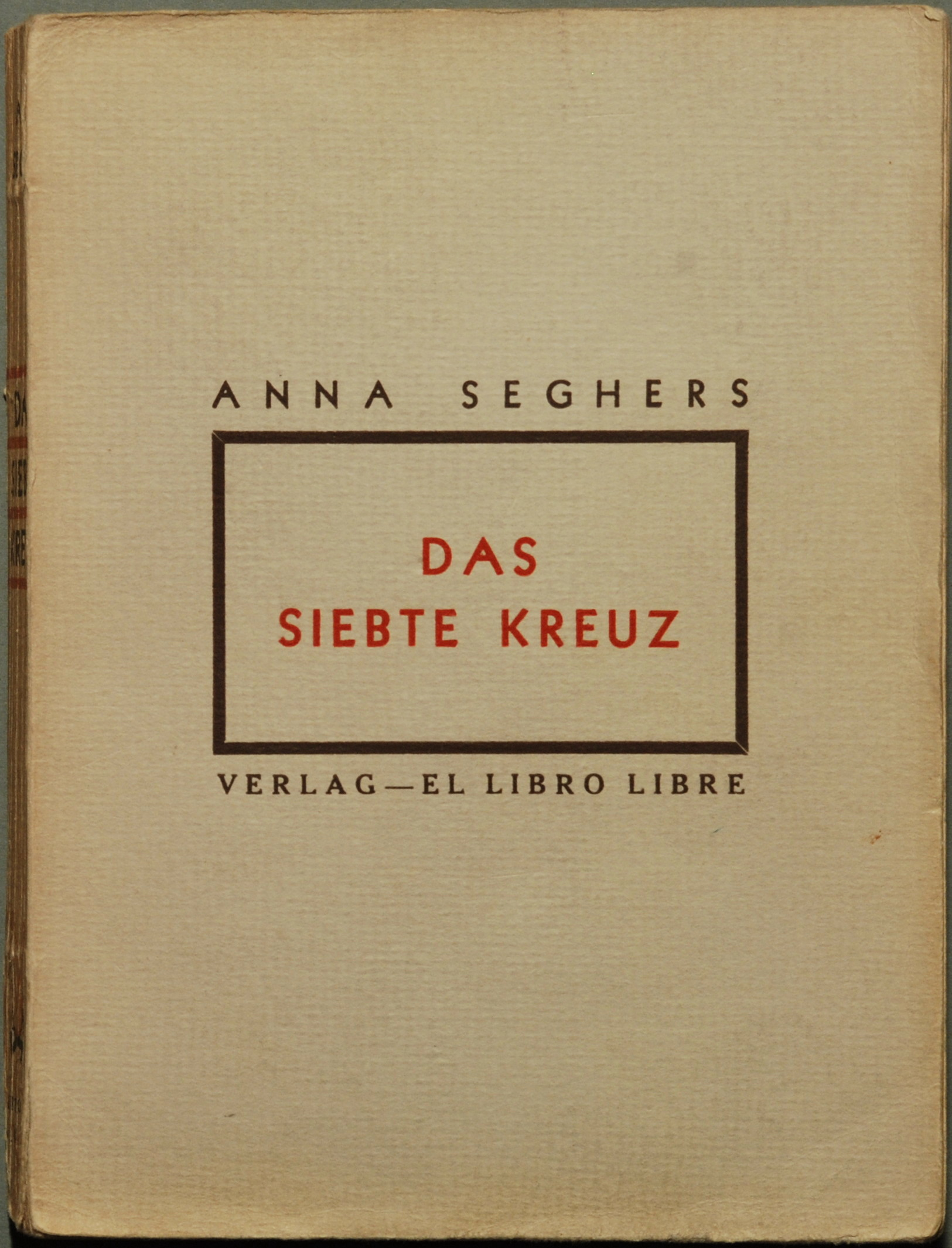
Anna Seghers, La Septième Croix, 1942.

En mars 1941, Anna Seghers et sa famille réussissent à rallier Mexico via la Martinique, New York et Veracruz. Son mari, qui entre-temps a pris le nom allemand de Johann-Lorenz Schmidt, y trouve du travail d'abord à l'Université des travailleurs, puis à l'Université nationale. Seghers fonde le club antifasciste Heinrich-Heine dont elle est présidente. Avec Ludwig Renn, elle lance le mouvement Allemagne libre (Freies Deutschland) ainsi que le journal du même nom. En 1942 paraît son roman qui reste probablement le plus célèbre La Septième Croix (Das siebte Kreuz) en édition anglaise aux États-Unis et en édition allemande au Mexique. Le roman décrit l'horreur des camps hitlériens d'avant-guerre.
En juin 1943, Anna Seghers est gravement blessée lors d'un accident de la circulation et est obligée de faire un long séjour à l'hôpital. En 1944, Fred Zinnemann porte à l'écran La Septième Croix. Les succès du livre et du film rendent Seghers célèbre dans le monde entier.
En 1947, elle quitte Mexico et retourne à Berlin. Elle est déçue d'y retrouver, selon ses mots, « un peuple au cœur de pierre ». Elle parle de « la folie de ces hommes et femmes auxquels les bombardements ont tout ôté, meubles et vêtements, et qui n'en ont tiré aucune leçon. » Elle adhère au Parti socialiste unifié d'Allemagne (Sozialistische Einheitspartei Deutschlands) et à l'association culturelle Kulturbundes zur demokratischen Erneuerung Deutschlands dont elle exerce la vice-présidence de 1947 à 1949. Cette même année 1947, elle remporte le prix Georg-Büchner.

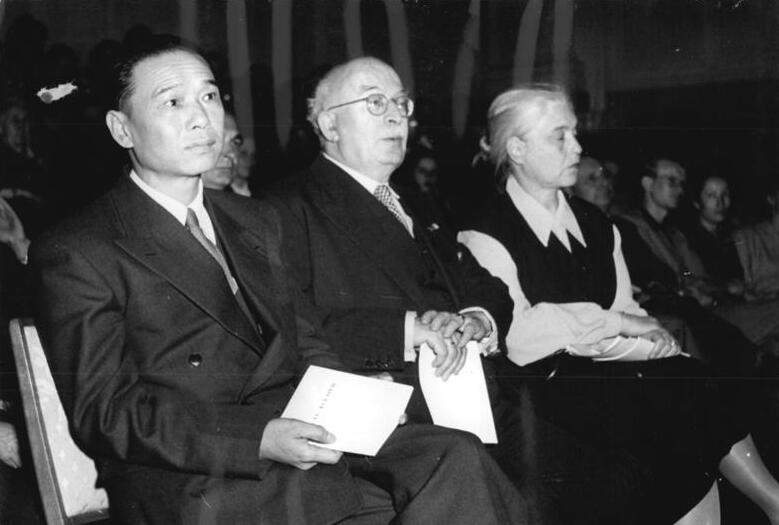
Anna Seghers (à droite) au Congrès des écrivains allemands en 1952.

En 1950, elle déménage à Berlin-Est. Elle devient membre du Conseil mondial de la paix et est membre fondatrice de l'Académie allemande des arts. En 1951, elle reçoit le prix national de la RDA et entreprend un voyage en République populaire de Chine. En 1952, elle est élue présidente de l'Union des écrivains de la RDA et le reste jusqu'en 1978.
En 1955, Anna Seghers et son mari emménagent dans la rue Volkswohl au numéro 81 (c'est aujourd'hui la rue Anna-Seghers) dans le quartier d'Adlershof où ils demeurent jusqu'à leur mort. Cet appartement abrite aujourd'hui l'Anna-Seghers-Gedenkstätte, un musée consacré à la vie et à l'œuvre de l'auteure.

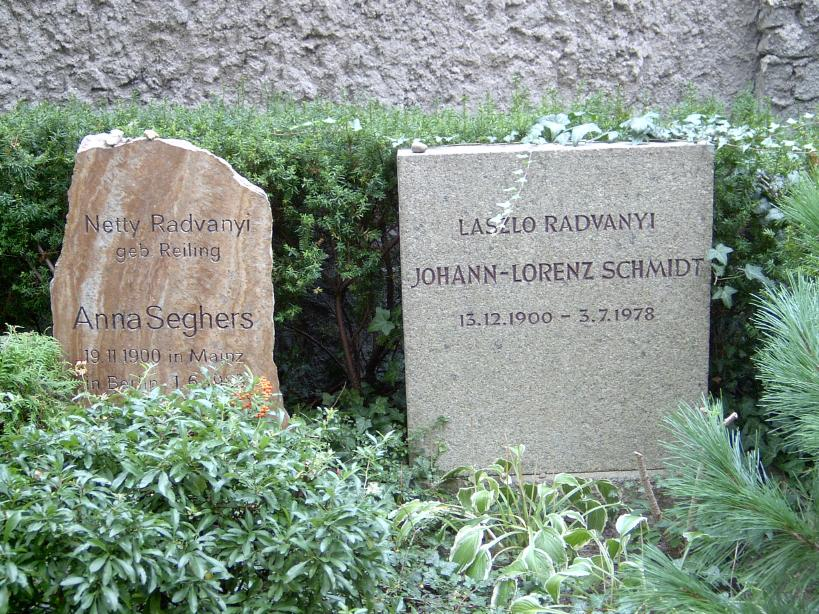
Tombe d'Anna Seghers au cimetière de Dorotheenstadt à Berlin.

Par loyauté envers le gouvernement communiste, elle choisit de s'abstenir de toute critique publique envers celui-ci afin de ne pas lui porter préjudice. Avec Bertolt Brecht, Ernst Bloch, Jürgen Kuczynski, Stephan Hermlin ou encore Arnold Zweig, elle compte parmi les « mentors d'une jeunesse anéantie par la révélation de la monstruosité du régime sous lequel elle a grandi et qui est à la recherche de figures de référence », souligne l'historienne Sonia Combe. Lorsqu'en 1957 un procès pour « trahison contre-révolutionnaire » est intenté à Walter Janka (en), le directeur de la maison d'édition qui publie ses œuvres, elle se tait. La tentative d'intervenir dans l'ombre auprès de Walter Ulbricht se solde par un échec (condamné à dix ans de prison, Walter Janka sera toutefois libéré bien avant la fin de sa peine). De même, elle ne dit mot lors de l'exclusion de Heiner Müller en 1961 de l'Union des écrivains, ni lors de l'expulsion en RFA de Wolf Biermann en 1976, ni lors des exclusions de nouveaux auteurs critiques de l'Union des écrivains en 1979. 
En 1975, elle reçoit le prix de la culture du Conseil mondial de la paix et est distinguée comme citoyenne d’honneur de Berlin-Est. En 1978, elle renonce à la présidence de l'Union des écrivains dont elle devient présidente d'honneur. La même année, meurt son mari. En 1981, elle reçoit la citoyenneté d'honneur de Mayence, sa ville natale.
Anna Seghers meurt le 1er juin 1983. Un décret organise son enterrement par l'Académie des arts au  cimetière de Dorotheenstadt à Berlin.

### Autres distinctions (de la RDA)
- 1960 : Ordre du Mérite patriotique (Vaterländischer Verdienstorden) section « Or »
- 1970 : Étoile de l'amitié des peuples

## Œuvres
Les œuvres écrites en RDA dans les années 1950 et 1960 sont représentatives du réalisme socialiste : fidélité au parti, schématisme des personnages, admiration sans borne de Staline sont les composantes essentielles.
Mais les écrits postérieurs gardent leur richesse littéraire. Jusqu'à un âge avancé, Seghers conserve une fraîcheur narrative qui s'inspire de la Renaissance, de l'Asie orientale, des Caraïbes ou du Mexique, au-delà de tous les clichés.
- 1925 - Jans va mourir (Jans muss sterben) présentation de Pierre Radványi[8] ; traduction de l'allemand et postface d'Hélène Roussel. Paris Éditions Autrement, 2001
- 1928 - La Révolte des pêcheurs de Sainte-Barbara (Aufstand der Fischer von St. Barbara)
- 1930 - Auf dem Wege zur amerikanischen Botschaft und andere Erzählungen
- 1932 - Les Compagnons (Die Gefährten)
- 1933 - La Capitation (Der Kopflohn)
- 1935 - Le Chemin de février (Der Weg durch den Februar)
- 1937 - Die Rettung
- 1940 - Die schönsten Sagen vom Räuber Woynok. Sagen von Artemis
- 1942 - La Septième Croix (Das siebte Kreuz)
- 1943 - Der Ausflug der toten Mädchen
- 1944 - Transit
- 1948 - Sowjetmenschen. Lebensbeschreibungen nach ihren Berichten
- 1949 - Les morts restent jeunes (Die Toten bleiben jung)
- 1949 - Die Hochzeit von Haiti
- 1950 - Die Linie
- 1950 - Der Kesselflicker
- 1951 - Crisanta
- 1951 - Les Enfants (Die Kinder)
- 1952 - Der Mann und sein Name
- 1953 - Der Bienenstock
- 1956 - La Fin
- 1958 - Brot und Salz
- 1959 - Die Entscheidung
- 1961 - Das Licht auf dem Galgen
- 1963 - Über Tolstoi. Über Dostojewski
- 1965 - La Force des faibles (Die Kraft der Schwachen)
- 1967 - Ce bleu exactement (Das wirkliche Blau). Eine Geschichte aus Mexiko
- 1968 - Das Vertrauen
- 1969 - Glauben an Irdisches
- 1970 - Briefe an Leser
- 1970 - Über Kunstwerk und Wirklichkeit
- 1971 - Überfahrt. Eine Liebesgeschichte
- 1977 - Steinzeit. Wiederbegegnung
- 1980 - Drei Frauen aus Haiti
- 1990 - Der gerechte Richter (terminé en 1957, mais non publié pour des raisons politiques)[9]